# Tehu
Tehu este o arie protejată (arie specială de conservare — SAC, sit de importanță comunitară — SCI) din Estonia întinsă pe o suprafață de 4 ha, integral pe uscat.

## Localizare
Centrul sitului Tehu este situat la coordonatele 58°18′14″N 22°10′49″E / 58.3038°N 22.1802°E.

## Înființare
Situl Tehu a fost declarat sit de importanță comunitară în aprilie 2004 pentru a proteja 1 specie de plante. Situl a fost protejat și ca arie specială de conservare în mai 2007.

## Biodiversitate
Situată în ecoregiunea boreală, aria protejată nu include niciun habitat protejat.
La baza desemnării sitului se află o specie protejată de  plante: Rhinanthus osiliensis.